# Понте (Изернија)
Понте (итал. Ponte) је насеље у Италији у округу Изернија, региону Молизе.
Према процени из 2011. у насељу је живело 60 становника. Насеље се налази на надморској висини од 414 м.